# George Orwell
(Geno Pampaloni)
George Orwell, pseudonimo di Eric Arthur Blair (Motihari, 25 giugno 1903 – Londra, 21 gennaio 1950), è stato uno scrittore, giornalista, saggista, attivista e critico letterario britannico.
Conosciuto in vita come giornalista e opinionista politico e culturale, oltreché come prolifico saggista ed attivista politico-sociale, Orwell è considerato uno dei maggiori prosatori in lingua inglese del XX secolo. La sua grande fama è dovuta in particolar modo a due romanzi, scritti verso la fine della sua vita negli anni quaranta: l'allegoria politica de La fattoria degli animali – nella quale, secondo alcune ricerche, ebbe un ruolo di primo piano anche la sua prima moglie Eileen O'Shaughnessy, in generale redattrice dei testi del marito, dalla quale sembra essere venuta anche l'idea per il romanzo – e la distopia di 1984, rappresentante una vivida realtà fantapolitica e fantascientifica totalitaria tale da aver dato luogo alla nascita dell'aggettivo «orwelliano», oggi ampiamente usato per descrivere meccanismi totalitari di controllo del pensiero. 

Polemista lucido e anticonformista, Orwell non risparmiò critiche neanche all'intellighenzia socialista britannica, alla quale si sentiva profondamente estraneo. Era e rimase fino alla fine un convinto socialista, ma la presa di coscienza, in virtù anche delle tragiche esperienze personali, delle contraddizioni e dei fatali errori della linea politica adottata in Unione Sovietica sotto la dirigenza di Iosif Stalin, lo portò ad abbracciare un virulento antisovietismo, cosa che lo portò quindi a scontrarsi con una consistente parte della sinistra europea dell'epoca. Nel 1946 scrisse:
(Perché scrivo)

## Biografia
(1984)
Orwell nacque a Motihari, Bihar, in India, il 25 giugno 1903 da una famiglia di origini scozzesi, appartenente alla borghesia medio-bassa . Il padre di origini anglo-indiane era funzionario dell'amministrazione britannica in India, dove la famiglia si destreggiava a conciliare l'effettiva scarsità di mezzi con la salvaguardia delle apparenze. Nel 1904 Orwell si trasferì nel Regno Unito con la madre Ida (1875-1943) e la sorella Marjorie Frances (1898-1946), prendendo dimora a Henley-on-Thames, nell'Oxfordshire, dove si iscrisse al college St. Cyprian di Eastbourne.
Orwell era ateo, come riportato, in occasione del 60º anniversario della morte, nell'articolo pubblicato sul quotidiano La Stampa. Uscì da quel collegio - che era cattolico - con una borsa di studio e un forte complesso d'inferiorità, per le umiliazioni e lo snobismo subiti negli anni da parte dei compagni di studio, nei confronti di tutta la società del Regno Unito del suo tempo (come narrerà nel suo saggio autobiografico Such, Such Were the Joys del 1947).
Nel 1917 venne ammesso all'Eton College, che frequentò per quattro anni, e dove ebbe per insegnante Aldous Huxley (altro grande esponente della letteratura distopica), alle cui opere si ispirerà per 1984, il suo romanzo più celebre. In questo stesso periodo strinse amicizia con Cyril Connolly, futuro critico letterario. Nel 1922 lasciò gli studi per seguire le orme paterne e, tornato in India, si arruolò nella Polizia Imperiale in Birmania (Burma). Il 22 novembre dello stesso anno arrivò a Mandalay, sua sede di lavoro.
L'esperienza però si rivelò traumatica e il giovane George, diviso fra il crescente disgusto per l'arroganza imperialista e la funzione repressiva che il suo ruolo gli imponeva, il 1º gennaio 1928 si dimise. Questa vicenda biografica ispirerà, oltre ad alcuni memorabili saggi, il romanzo Giorni in Birmania, pubblicato nel 1934. Sempre nel 1928 partì per Parigi; il suo intento era di poter osservare con i propri occhi i bassifondi delle grandi metropoli europee. In questo periodo iniziò a scrivere e insieme lavorò come sguattero in alcuni ristoranti. Sopravvisse solo grazie alla carità dell'Esercito della Salvezza e sobbarcandosi lavori umilissimi, un'esperienza che proseguirà anche in patria e che tradurrà nell'opera Senza un soldo a Parigi e a Londra (pubblicata nel 1933).
Pubblicò il suo primo articolo di successo su Le Monde nel 1928. L'anno successivo si trasferì a Southwold, nel Suffolk, lavorando come recensore per l'Adelphy e il New Statesman and Nation. Nell'aprile 1932 si trasferì nel Middlesex, dove iniziò il lavoro di insegnante come maestro elementare per varie scuole private, occupazione che poi fu costretto ad abbandonare per problemi di salute. Nel marzo dell'anno successivo pubblicò La figlia del reverendo (1933) e accettò di lavorare part-time in una libreria e insieme come critico di romanzi per il New English Weekly. Su commissione del Left Book Club, un'associazione culturale filosocialista, svolse anche un'indagine nelle zone più colpite dalla depressione economica, indagine che lo porterà, nei primi mesi del 1936, tra i minatori di carbone dell'Inghilterra settentrionale, le cui misere condizioni saranno descritte in La strada di Wigan Pier, pubblicato nel 1937.
Nello stesso periodo Orwell si recò nel Lancashire e nello Yorkshire e successivamente a Wallington, nello Hertfordshire, dove pubblicò il romanzo Fiorirà l'aspidistra, ispirato alla sua vita di povertà di quegli anni. In esso sono narrate le vicende sentimentali di un aspirante scrittore, impegnato in una velleitaria battaglia contro i codici della vita borghese. A Wallington Orwell affittò in Kits Lane una casa nella quale una stanza era adibita a negozio, noto come The Stores; nel negozio Eric e la sua compagna vendevano uova fresche del loro pollaio, bacon, latte delle loro capre e strisce di liquirizia. Il 9 giugno 1936 sposò nella chiesa anglicana di Wallington (nonostante entrambi si dichiarassero agnostici), Eileen O'Shaughnessy, sua compagna da un anno. Proprio a Wallington si trova la "Bury Farm", la fattoria che, secondo molti, ispirò a Orwell l'ambientazione de La fattoria degli animali.
Scoppiata la guerra civile spagnola, lo scrittore decise di prendervi parte e quindi andò in Spagna a combattere nelle file del Partito Operaio di Unificazione Marxista (POUM, Partito Obrero de Unificacion Marxista, d'ispirazione trotzkista) contro Francisco Franco. Partì per il fronte aragonese, dove fu impegnato al fianco della 29ª Divisione Repubblicana. Il 20 maggio 1937 Orwell venne ferito gravemente alla gola da un cecchino franchista e fu perciò fatto rientrare a Barcellona. Lì, nel frattempo, il clima politico era cambiato: per il prevalere, nel governo repubblicano, della linea del Fronte Popolare e del PCE (stalinista), il POUM e gli anarchici erano stati dichiarati fuorilegge. Nel giugno dello stesso anno Orwell e la moglie, sentendosi in pericolo a causa dei rastrellamenti e dalle fucilazioni sommarie perpetrate dai loro ex compagni comunisti, lasciarono la Spagna quasi clandestinamente.

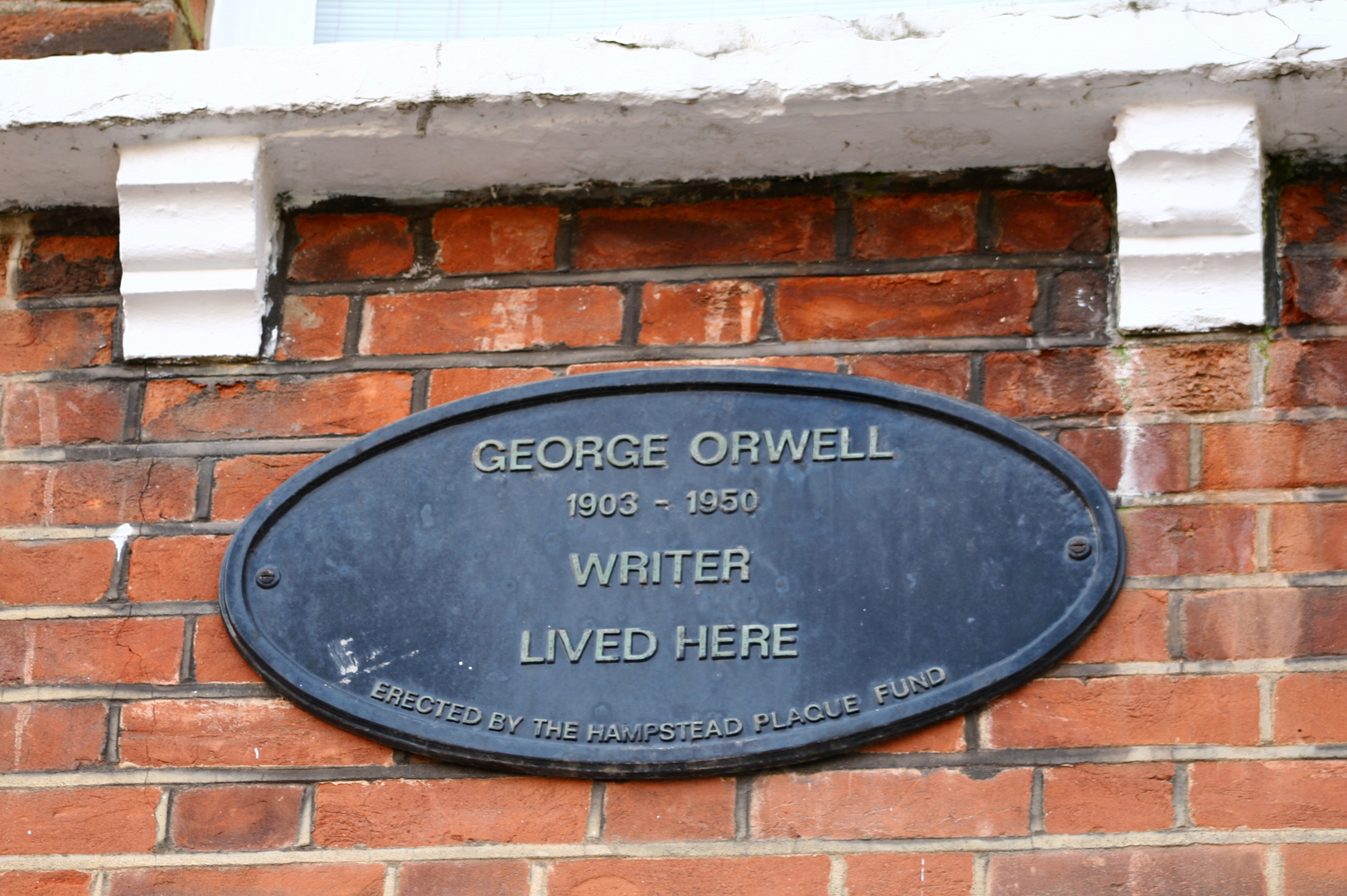
Targa sulla casa di Hampstead, Londra

Tornato dunque in Inghilterra, Orwell scrisse Omaggio alla Catalogna (1938), un diario-reportage contro i comunisti stalinisti spagnoli (i quali agivano sotto lo stretto controllo dei "consiglieri" sovietici), da lui accusati di aver tradito lealisti e anarchici spagnoli. In settembre partì per il Marocco. L'anno successivo, tornato in patria, scrisse Una boccata d'aria (1939).
Durante la seconda guerra mondiale Orwell, che si era offerto volontario, venne respinto dall'esercito britannico come inabile e quindi si arruolò, nel 1940, nelle milizie territoriali della Home Guard, con il grado di sergente. In marzo l'editore Gollancz gli pubblicò la raccolta di saggi Inside the whale (Nel ventre della balena). Trasferitosi a Londra, Orwell curò per la BBC (l'ente radiotelevisivo britannico) una serie di trasmissioni propagandistiche destinate all'India (che avrebbe fornito alla Gran Bretagna e al suo esercito ben due milioni di soldati). Inoltre pubblicò la raccolta di saggi Il leone e l'unicorno: il socialismo e il genio inglese (1941) e, tra il 1942 e il 1943, collaborò alle riviste Horizon, New Statesman and Nation e Poetry London.
In novembre Orwell abbandonò la Home Guard per dirigere il settimanale di sinistra Tribune, che gli aveva affidato una rubrica, As I please (A modo mio). Iniziò allora a scrivere La fattoria degli animali; la terminerà nel febbraio del 1944, ma, per le chiare allusioni critiche allo stalinismo, molti editori si rifiutarono di pubblicare il racconto (in quel periodo l'Unione Sovietica di Iosif Stalin era alleata del Regno Unito contro il nazifascismo). Nel giugno 1944, dopo molti tentativi di avere un figlio in modo naturale, Orwell adottò un bambino, dandogli il nome di Richard Horatio Blair. Nel febbraio dell'anno seguente si dimise da direttore del Tribune, per impegnarsi come corrispondente di guerra in Francia, Germania e Austria, per conto dell'Observer. Nello stesso anno (1945) morì la moglie Eileen, durante un intervento chirurgico, e Secker & Warburg pubblicarono il suo primo romanzo di successo, La fattoria degli animali.

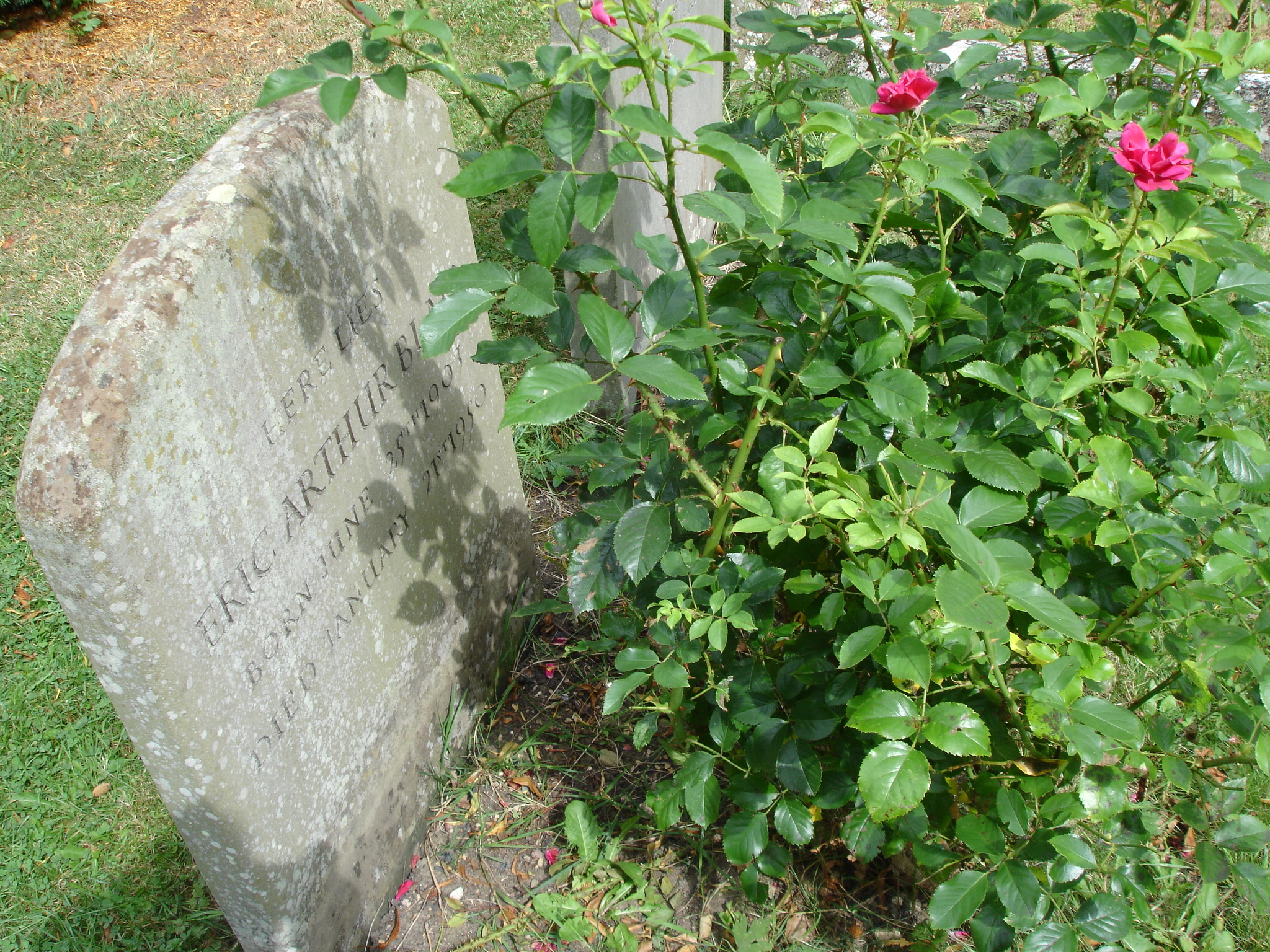
La tomba di George Orwell

Dal novembre 1946 all'aprile dell'anno successivo, Orwell riprese a scrivere per il Tribune e nel 1947 si stabilì con il figlio a Jura, fredda e disagiata isola delle Ebridi. Era minato dalla tubercolosi e il clima non si confaceva alle sue disperate condizioni di salute, costringendolo a continui ricoveri in sanatorio. Due anni dopo si risposò con Sonia Brownell, redattrice di Horizon, e cominciò a occuparsi della revisione della sua opera più celebre, 1984 (scritta nel 1948).
Morì all'età di 46 anni il 21 gennaio 1950 a causa della rottura di un'arteria polmonare.

## Filosofia di vita
(Umberto Eco)
(1984)
Orwell viene ricordato soprattutto per il contributo che diede alla letteratura distopica, di cui si servì nella sua lotta contro il totalitarismo. Dal punto di vista letterario egli si inserisce nel grande filone della letteratura satirica inglese, che si può far risalire a Jonathan Swift (in particolare I viaggi di Gulliver, ma anche il pamphlet Una modesta proposta). In realtà sono i saggi e gli articoli che – più di ogni altro suo scritto – costituiscono il contributo maggiore dello scrittore alla comprensione del suo tempo, oltre che un alto esempio di esercizio della ragione e dello spirito critico, attraverso uno stile di esemplare chiarezza.
La sua scrittura, pur esprimendo concetti complessi, è chiara e usa parole ben comprensibili: Animal Farm (La fattoria degli animali) in particolare è stato più volte usato come lettura nei corsi di lingua inglese per stranieri. Esso è, sotto la parvenza di una favola per bambini, un'acuta parodia dei sistemi totalitari: in una fattoria gli animali si ribellano a un padrone umano crudele e dispotico, ma la rivoluzione si trasforma in una nuova tirannia capeggiata dai maiali, corrotti e avidi di potere come gli uomini e riassunta magistralmente dall'icastico motto: "Tutti gli animali sono uguali ma alcuni sono più uguali degli altri".
Orwell ammonisce a non credere alle favole, invita a mantenere sempre vigili la coscienza e lo spirito critico e a dubitare delle rivoluzioni pur ritenendole necessarie; ci invita a dubitare del nostro stesso pensiero perché esso a sua volta potrebbe essere condizionato da un linguaggio (la neolingua di 1984) costruito ad arte per incarcerare/sedurre la nostra mente con le conseguenti devastazioni che il sonno della ragione provoca.

## Opere

### Romanzi
- Senza un soldo a Parigi e Londra (Down and Out in Paris and London, 1933)
- Giorni in Birmania (Burmese Days, 1934)
- La figlia del reverendo (A Clergyman's Daughter, 1935)
- Fiorirà l'aspidistra (Keep the Aspidistra flying, 1936)
- La strada di Wigan Pier (The Road to Wigan Pier, 1937)
- Omaggio alla Catalogna (Homage to Catalonia, 1938)
- Una boccata d'aria (Coming Up for Air, 1939)
- La fattoria degli animali (Animal Farm, 1945)
- 1984 (Nineteen Eighty-Four, 1949)
- Una storia da fumoir (incompleto) (A Smoking-Room Story, 1949)

### Saggi
- Un'impiccagione o Un impiccato (A Hanging, 1931)[10]
- L'uccisione dell'elefante o Uccidendo un elefante (Shooting an Elephant, 1936)[11]
- Ricordi di libreria (Bookshop memory, 1936)
- Gli inglesi (1936)
- Marrakech (Marrakech, 1939)
- In difesa del romanzo (In defence of the Novel, 1936)
- Charles Dickens (1939)[12]
- Appunti occasionali (Notes on the way, 1939)
- L'invasione marziana (recensione) (Mis-Observation, 1940)
- Il grande Dittatore di Charlie Chaplin (recensione) (1940)
- Le bugie settimanali per ragazzi (Boys' Weeklies, marzo 1940)[13]
- Nel ventre della balena (Inside the Whale, 1940)
- I confini tra arte e propaganda (The Frontiers of Arts and Propaganda, 1941)
- Letteratura e Totalitarismo (Literature and Totalitarianism, 1941)
- Wells, Hitler and the World State (1941)[14]
- Il leone e l'unicorno: il socialismo e il genio inglese (The Lion and the Unicorn: The Socialism and the English, 1941)
- L'arte di Donald McGill (The Art of Donald McGill, 1941)[15]
- Troppo severo con l'umanità. Intervista immaginaria a Jonathan Swift (Too Hard on Humanity. An imaginary Interview between George Orwell and Jonathan Swift, 1942)
- La letteratura e la sinistra (Literature and the Left, 1942)
- Looking Back on the Spanish War (1943)[16]
- Come mi pare (rubrica) o Come mi garba (As I Please, 1943-1947)
- Benefit of Clergy: some notes on Salvador Dali (1944)[17]
- Grandezza e decadenza del romanzo poliziesco inglese (Grandeur et décadence du romain policier anglais, 1944 — versione originale inglese persa)
- Quanto è lungo un racconto? (How long is a short story?, 1944)
- Arthur Koestler (1944)[18]
- Appunti sul nazionalismo (Notes on Nationalism, maggio 1945)
- La libertà di stampa (The Freedom of press, 1945)
- Notes on Nationalism (1945)[19]
- Solo roba vecchia... ma chi può resistere? (Just Junk – but who could resist it?, 1946)
- Come muoiono i poveri (How the Poor Die, 1946)[20]
- Una buona tazza di tè (A Nice Cup of Tea , 1946)
- La luna in fondo al pozzo (The Moon Under Water, 1946)
- Politics vs. Literature: An Examination of Gulliver's Travels (1946)[21]
- La politica e la lingua inglese (1946)[22]
- Second Thoughts on James Burnham (1946)[23]
- Quei bei delitti inglesi di una volta (Decline of the English Murder, 1946)[24]
- Riflessioni sul rospo (Some Thoughts on the Common Toad, 1946)[25]
- A Good Word for the Vicar of Bray (1946)[26]
- In Defence of P. G. Wodehouse (1946)[27]
- Perché scrivo (Why I Write, 1946)[28]
- The Prevention of Literature (1946)[29]
- E tali, tali erano le gioie o Giorni felici (Such, Such Were the Joys, 1946)[30]
- Lear, Tolstoi ed il Matto (Lear, Tolstoy and the Fool, 1947)[31]
- L'anima dell'uomo sotto il socialismo di Oscar Wilde (recensione) (The Soul of Man Under Socialism, 1948)
- Gli scrittori e il leviatano (Writers and Leviathan, 1948)
- Riflessioni su Gandhi (Reflections on Gandhi, gennaio 1949)[32]

### Raccolte italiane
- Tra sdegno e passione, traduzione di Enzo Giachino, Rizzoli, 1977 (estratto da The collected essays, journalism and letters of George Orwell, a cura di Sonia Orwell e Jan Angus).
Contiene: Giorni felici; Rimorsi Birmani (L'elefante fucilato; Un impiccato); Avventure tra i poveri (Il dormitorio, 1931; La raccolta del luppolo, agosto-ottobre 1931; Nel paese dei minatori, febbraio-marzo 1936; Ricordi di libreria, novembre 1936; Come muoiono i poveri, novembre 1946); Spagna (Parigi – Barcellona, autunno 1942 Sguardo retrospettivo sulla guerra spagnola); Vacanze inquiete (Marrakesh, primavera 1939); Ricognizioni (Perché mi iscrissi al partito laburista indipendente, giugno 1938; Democrazia nell'esercito inglese, settembre 1939; Negri esclusi, luglio 1939; Noterelle occasionali, aprile 1940; Mein Kampf di Hitler, marzo 1940; «Il nemico totalitario» di F. Borkenau, maggio 1940; La patria, autunno 1940; Perché ce l'ho con i pacifisti, luglio 1942); Il leone e l'unicorno, febbraio 1941; La guerra vinta e la pace perduta (La mia guerra, estratti da Partisan Review gennaio 1941 – estate 1946, Diari di guerra 28-5-1940 – 28-8-1941 e 14-3-1942 – 15-11-1942, Come mi garba, 3-12-1943 – 16-2-1945 e novembre 1946 – 4-8-1947; Chi sono i criminali di guerra?, ottobre 1943; Criminali di guerra, marzo 1944; L'antisemitismo in Inghilterra, febbraio 1945); Caratteri inglesi (L'Inghilterra a prima vista e Il punto di vista morale degli inglesi, maggio 1944; Le rose di Woolworth, 21-1-1944; Quando c'era un po' di religione, 6-1-1945; Che uccello è il woodwele?, 28-3-1947; Elogio del rospo, 12-4-1946); Ultimi fogli (estratti dal diario e dalle lettere, aprile 1947 – maggio 1949).
- Nel ventre della balena e altri saggi, traduzione di Tiziana Barghigiani e Claudio Scappi, Sansoni, 1988.
Contiene: Uccidendo un elefante; In difesa del romanzo; In miniera (Down the Mine, in The Road to Wigan Pier); Le bugie settimanali per ragazzi; Profezie del fascismo (Prophecies of Fascism, 12-7-1940); Nel ventre della balena; Chi sono i criminali di guerra?; Appunti sul nazionalismo; In difesa della cucina inglese (In Defence of English Cooking, 15-12-1945); Una buona tazza di tè; Lear, Tolstoi ed il Matto; Verso l'unità europea (Toward European Unity, luglio-agosto 1947); Riflessioni su Gandhi.
- Romanzi e saggi, Mondadori, I Meridiani, Milano, 2000.
  - ROMANZI: Senza un soldo a Parigi e a Londra, traduzione di Isabella Leonetti; Omaggio alla Catalogna, traduzione di Riccardo Duranti; Una boccata d'aria, traduzione di Bruno Maffi; La fattoria degli animali. Una favola, traduzione di Guido Bulla; 1984, traduzione di Stefano Manferlotti; Una storia da fumoir 1 e 2, frammenti del romanzo mai scritto, traduzione di Guido Bulla.
  - SAGGI (traduzioni di Guido Bulla):
    - Racconti e saggi autobiografici: Un'impiccagione; L'uccisione dell'elefante; Ricordi di libreria; Marrakech; Come muoiono i poveri; Perché scrivo; E tali, tali erano le gioie.
    - Scritti e divagazioni su arte e società: In difesa del romanzo; Appunti occasionali [2], L'invasione marziana; "Il grande dittatore" di Charlie Chaplin; I confini fra arte e propaganda; Letteratura e totalitarismo; L'arte di Donald McGill; Troppo severo con l'umanità. Intervista immaginaria a Jonathan Swift; La letteratura e la sinistra; Come mi pare [9, 14, 15, 16, 67]; Grandezza e decadenza del romanzo poliziesco inglese; Quanto è lungo un racconto?; La libertà di stampa; Solo roba vecchia... ma chi può resistere?; Una buona tazza di tè; «La luna in fondo al pozzo»; Quei bei delitti inglesi di una volta; Riflessioni sul rospo; "L'anima dell'uomo sotto il socialismo" di Oscar Wilde; Gli scrittori e il leviatano.
    - Interventi e testimonianze: "Assignment in utopia" di Eugene Lyons; "Mein Kampf" di Hitler; Appunti occasionali [1]; London letter alla «Partisan Review»; Il pacifismo e la guerra. Una discussione fra Derek Stanley Savage, George Woodcock, Alex Comfort e George Orwell; Dai diari di guerra; Chi sono i criminali di guerra?; Come mi pare [10, 22, 25, 37, 47, 51, 57, 66, 70]; Propaganda e linguaggio popolare; L'antisemitismo in Inghilterra; Noi e la bomba atomica; La vendetta è amara; L'almanacco del vecchio George di Orwell e la sua sfera di cristallo.
- Diari di guerra, a cura di Guyda Armstrong, traduzione di Alessandra Sora, Oscar Mondadori, Milano, 2007; collezione Oscar narrativa, 1962. ISBN 978-88-04-57093-6
  - Contiene: Diari di guerra (tit. orig.: War-time diary), Il leone e l'unicorno (tit. orig.: The lion and the unicorn: socialism and the english genius), Lettere da Londra (London letters).

### Prime edizioni italiane
- La fattoria degli animali, traduzione di Bruno Tasso, Milano, A. Mondadori, 1947.
- Giorni in Birmania, traduzione di Giovanna Caracciolo, Milano, Longanesi, 1948.
- Omaggio alla Catalogna, traduzione di Giorgio Monicelli, Milano, A. Mondadori, 1948.
- 1984, traduzione di Gabriele Baldini, Milano, A. Mondadori, 1950.
- La fattoria degli animali. Libera riduzione tutta illustrata dal celebre romanzo di George Orwell realizzata da Livio Apolloni, Roma, Mercurio, 1953.
- Fiorirà l'aspidistra, traduzione di Giorgio Monicelli, Milano, A. Mondadori, 1960.
- La strada di Wigan Pier, traduzione di Giorgio Monicelli, Milano, A. Mondadori, 1960.
- Una boccata d'aria, Milano, A. Mondadori, 1966.
- Senza un soldo a Parigi e a Londra, Milano, A. Mondadori, 1966.
- La figlia del reverendo, Milano, Garzanti, 1968.
- Giorni in Birmania, Milano, Longanesi, 1975.
- Tra sdegno e passione. Una scelta di saggi, articoli, lettere, Milano, Rizzoli, 1977.
- La strada di Wigan Pier, Milano, A. Mondadori, 1982.
- Nel ventre della balena e altri saggi, Firenze, Sansoni, 1988.
- Cronache di guerra, Milano, Leonardo, 1989.
- Romanzi, Milano, A. Mondadori, 1994.
- Romanzi e saggi, Milano, A. Mondadori, 2000.
- Ricordi della guerra di Spagna, Roma, Datanews, 2005.
- Gli anni dell'Observer. La raccolta inedita degli articoli e le recensioni, 1942-49, Milano, Baldini Castoldi Dalai, 2006.
- Diari di guerra, Milano, Oscar Mondadori, 2007.

### In italiano
- Stefano Manferlotti, Anti-utopia. Huxley. Orwell, Burgess, Sellerio, 1984
- Salvatore Rosati, Orwell, George, in Dizionario Letterario Bompiani. Autori, III, Milano, Bompiani, 1957,  pp. 30-31.
- Guido Bulla, Il muro di vetro: Nineteen Eighty-Four e l'ultimo Orwell, Bulzoni, 1989.
- Bernard Crick, George Orwell, Il Mulino, 1991.
- Ugo Ronfani (a cura di), Orwell, i maiali e la libertà, Bevivino, 2004.
- Simon Leys, Orwell o L'orrore della politica, Irradiazioni, 2007.
- Filippo La Porta,Maestri irregolari, Bollati Boringhieri, 2007.
- Christopher Hitchens, La vittoria di Orwell, Libri Scheiwiller, 2008.
- Luciano Marrocu, Orwell. La solitudine di uno scrittore, Della Porta, 2009.
- Antonio Manserra, La trilogia narrativa di George Orwell. Un'analisi di «A Clergyman's Daughter», «Keep the Aspidistra Flying» e «Coming Up for Air», Franco Angeli, 2010.
- Beatrice Battaglia, Orwell oggi Orwell, Liguori, 2013.
- Emma Larkin, Sulle tracce di George Orwell in Birmania, ADD Editore, 2018.